# Garnet Mimms & the Enchanters
Garnet Mimms & the Enchanters was een Amerikaanse soulband uit de jaren 1960.

## Bezetting
- Garnett Mimms[3], geboren als Garrett Mimms, (Ashland, (West Virginia), 26 november 1933), (piano).
- Zola Pernell, had daarvoor in Europa gezongen in het Paul Roberts koor.
- Sam Bell, was songwriter.
- Charles Boyer, werkte mee in een gospelkoor.

## Carrière
De drie richtten aan het begin van de jaren 1960 een soultrio op in Philadelphia (Pennsylvania). Later voegde Garnet Mimms zich bij het trio. Als kwartet kregen ze in 1963 een platencontract. Hun eerste plaat Cry Baby werd direct een hit en kwam op de 4e plaats van de Amerikaanse hitlijst. Er volgden nog enkele platen zoals Baby Don't You Weep, For Your Precious Love en One girl, die echter geen hoge posities meer haalden.
Garnett Mimms had later nog enkele kleine successen als solist met I'll Take Good Care For You (1965) en What It Is (1977).

## Discografie
| Jaar | Albumtitel                 | Hitlijstklassering | Hitlijstklassering | Hitlijstklassering | Opmerkingen |
| Jaar | Albumtitel                 | VK                 | VS                 | R&B                | Opmerkingen |
| ---- | -------------------------- | ------------------ | ------------------ | ------------------ | ----------- |
| 1963 | Cry Baby                   | —                  | 4 (14 weken)       | 1(16 weken)        |             |
| 1963 | For Your Precious Love     | —                  | 26 (9 weken)       | 9 (11 weken)       |             |
| 1963 | Baby Don’t You Weep        | —                  | 30 (9 weken)       | 11 (10 weken)      |             |
| 1964 | Tell Me Baby               | —                  | 69 (7 weken)       | 16 (5 weken)       |             |
| 1964 | One Girl                   | —                  | 67 (4 weken)       | 31 (8 weken)       |             |
| 1964 | A Quiet Place              | —                  | 78 (7 weken)       | 25 (12 weken)      |             |
| 1964 | Look Away                  | —                  | 73 (5 weken)       | 14 (9 weken)       |             |
| 1965 | A Little Bit of Soap       | —                  | 95 (1 weken)       | —                  |             |
| 1966 | I’ll Take Good Care Of You | —                  | 30 (9 weken)       | 15 (10 weken)      |             |
| 1977 | What It Is                 | 44 (1 week)        | —                  | 38 (10 weken)      |             |

Verdere singles
- 1965: It Was Easier to Hurt Her
- 1965: That Goes to Show You
- 1966: It’s Been Such a Long Way Home
- 1966: My Baby

#### Albums
- 1963: Cry Baby And 11 Other Hits